# Angela Ro Ro
Angela Maria Diniz Gonsalves, mais conhecida como Angela Ro Ro (Rio de Janeiro, 5 de dezembro de 1949), é uma cantora, compositora e pianista brasileira. Angela Ro Ro foi considerada pela revista Rolling Stone a trigésima terceira maior voz da música brasileira.
O apelido "Ro Ro" foi dado na infância por meninos do seu bairro devido a sua voz rouca.
As composições que assinou foram gravadas por artistas como Maria Bethânia, Ney Matogrosso e Marina Lima. Simone e Zélia Duncan gravaram "Agito e Uso" (CD Amigo É Casa, 2008).[carece de fontes?]

## Carreira

### Início da trajetória artística
Começou a estudar piano clássico aos cinco anos, influenciada por ícones como Elis Regina, Maysa, Jacques Brel e Ella Fitzgerald, a quem elegeria posteriormente como ídolos musicais.

### Década de 1970
Durante a década de 1970 (entre 1971 e 1974), no auge da ditadura militar brasileira, foi para a Europa após o pai pagá-la uma passagem de ida - a de volta, ela não sabe se não ganhou por falta de dinheiro ou porque ele simplesmente não queria mais vê-la. Foi primeiro para a Itália, onde conheceu o cineasta Glauber Rocha. Depois, mudou-se para Londres. Lá, foi faxineira num hospital, garçonete e foi lavadora de pratos num restaurante. Nessa época, já compunha e se apresentava em pubs e andava com hippies e squatters.
Por indicação de Glauber Rocha, em 1971, participa do álbum Transa, de Caetano Veloso, tocando gaita na música "Nostalgia (That's what rock'n roll is all about)".
Ao voltar para o Rio de Janeiro, apresentou-se em casas noturnas de espetáculos em Ipanema até ser contratada pela gravadora Polygram - Polydor (atual Universal Music). O primeiro Long-Play - Tape, lançado em 1979 exclusivamente com composições da cantora e intitulado simplesmente Angela Ro Ro, tornou-se um clássico da Música Popular Brasileira, ao abrigar numa mesma safra canções como "Gota de Sangue", "Balada da Arrasada", "Agito e Uso", "Tola Foi Você" e "Amor, Meu Grande Amor" (que voltou à tona com a regravação da banda Barão Vermelho, em 1996).

### Década de 1980
O disco seguinte, Só Nos Resta Viver, trouxe a faixa-título e a regravação de "Bárbara" (Chico Buarque e Ruy Guerra), presente na peça de teatro Calabar, além de "Meu Mal é a Birita", na qual a cantora fala sobre a fama de alcoólatra.
O trabalho seguinte, Escândalo! (1981), apresentou uma capa em formato de jornal, com o título como manchete, fazendo alusão à grande exposição de Ro Ro na imprensa por ter sido acusada de agressão pela então namorada, a cantora Zizi Possi. A canção "Escândalo" dá título ao álbum e foi composta por Caetano Veloso.
Duas características aliadas da persona pública de Angela Ro Ro são o temperamento forte e a tendência a escândalos. Numa das entrevistas, a cantora foi levada a abandonar a apresentadora Cidinha Campos durante o programa, devido às sucessivas perguntas pessoais, desviando o centro de atenção da entrevista. Ro Ro defendeu-se da entrevistadora argumentando que estaria "abusando" ao acusá-la de ser uma pessoa violenta e ao fazer alusões nada lisonjeiras sobre uso de drogas e comportamento errático. 
Em 1984, lança o álbum A Vida é Mesmo Assim.
Em 1985, sai Eu Desatino, sexto e último título da fase áurea e regular da discografia da cantora.

### Década de 1990
Entre o fim da década de 1980 e todos os anos 1990, Ro Ro gravou apenas dois discos: Prova de Amor em 1988, e Ao Vivo - Nosso Amor ao Armagedon em 1993. Também participou de alguns songbooks produzidos por Almir Chediak.

### Anos 2000
Pouco tempo depois, Rô Rô decide largar as drogas, a bebida e o cigarro, e a fazer ginástica (perde cerca de 35 quilos) e lança o disco Acertei no Milênio em 2000.
Entre 2004 e 2005, Angela foi convidada à apresentar o talk-show Escândalo, na emissora de TV a cabo Canal Brasil recebendo dezenas de colegas da MPB.
Em 2006, assinou contrato com a independente Indie Records, pertencente a Líber Gadelha (ex-marido da ex-namorada Zizi Possi e pai da cantora Luiza Possi), para a gravação do álbum de estúdio Compasso e o álbum e vídeo ao vivo Ao Vivo, gravado em um espetáculo no Circo Voador, na Lapa, em 20 de setembro de 2006.
Em 2008, participa do projeto "Loucos por música", no qual dividiu palco com Ivete Sangalo, Elba Ramalho e Ana Carolina.
Em dezembro de 2009, a Descobertas e o Canal Brasil resgatam os áudios de canções gravadas no programa Escândalo com uma proposta intimista de voz e piano, apresentações pelo país, e em alguns deles, convidados especiais, como Sandra de Sá e Ana Carolina.

### Anos 2010
Angela assinou contrato com a gravadora Biscoito Fino no ano de 2013, com seu primeiro trabalho pela gravadora sendo o lançamento do CD e DVD ao vivo Feliz da Vida!. No mesmo ano, é lançado o álbum Coitadinha Bem Feito: As Canções de Angela Ro Ro, álbum de tributo a Ro Ro com regravações de suas canções com vozes masculinas.
Em 2017, lança Selvagem.
Em setembro de 2018, estreia o show "Pilotando o piano", onde toca seus clássicos e hits como "Help me make it through the night" (Kris Kristofferson), "Me and Bobby McGee" (Kris Kristofferson e Fred Foster), "Summertime" (George Gershwin, Ira Gershwin e DuBose Heyward), "Smile" (Charles Chaplin, com letra de John Turner e Geoffrey Parsons) e "Honky tonk women" (Mick Jagger e Keith Richards).

### Anos 2020
Entre 2020 e 2021, com a pandemia da Covid-19, chegou a pedir ajuda financeira em suas redes sociais e agendou lives na internet para arrecadar dinheiro.
Entre abril e maio de 2023, cancelou shows por motivos de saúde.
Em setembro de 2023, participa do show da cantora Letrux no Coala Festival, realizado no Memorial da América Latina, em São Paulo.
Em 11 e 12 de novembro de 2023, participa do show de Caetano Veloso que celebra o culto do álbum Transa, na Arena Jockey, no Rio de Janeiro.
Em 2025, ela foi internada em estado grave no Hospital Adventista Silvestre, no Rio de Janeiro.

## Discografia

### Álbuns de estúdio
- Angela Ro Ro (1979)
- Só Nos Resta Viver (1980)
- Escândalo! (1981)
- Simples Carinho (1982)
- A Vida é Mesmo Assim (1984)
- Eu Desatino (1985)
- Prova de Amor (1988)
- Acertei no Milênio (2000)
- Compasso (2006)
- Selvagem (2017)

### Álbuns ao vivo
- Ao Vivo - Nosso Amor ao Armagedon (1993)
- Ao Vivo (2006)
- Feliz da Vida! (2013)

### Outros álbuns
- Escândalo (2009)
- Coitadinha Bem Feito: As Canções de Angela Ro Ro (2013)

### Videoálbuns
- Ao Vivo (2006)
- Feliz da Vida! (2013)

## Prêmios e indicações

### Prêmio da Música Brasileira
| Ano  | Categoria           | Indicação    | Resultado |
| ---- | ------------------- | ------------ | --------- |
| 1989 | Cantora de pop/rock | Angela Ro Ro | Indicado  |